# Liste des musées de Liège

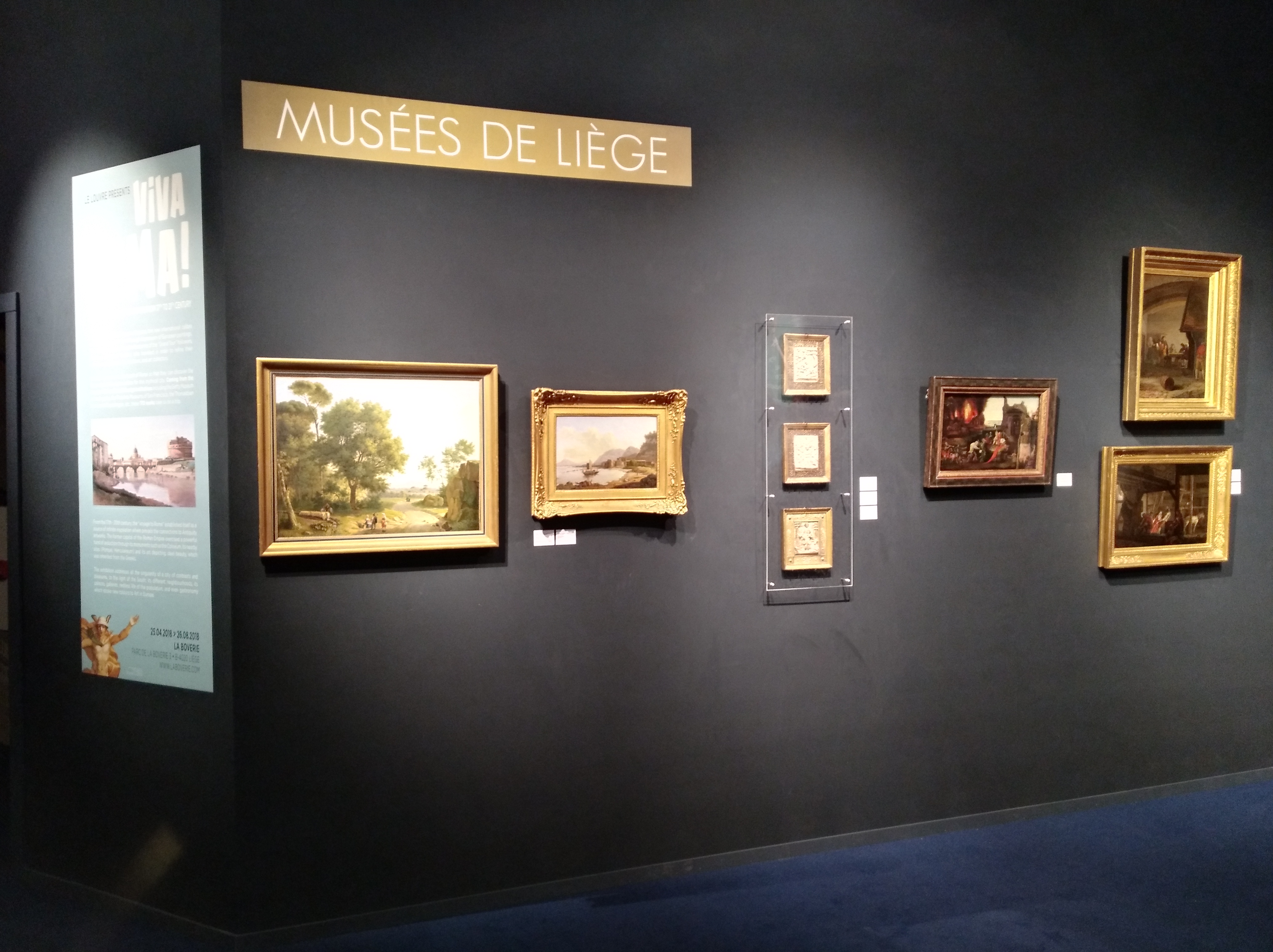
Les musées de Liège représentés à la TEFAF 2018

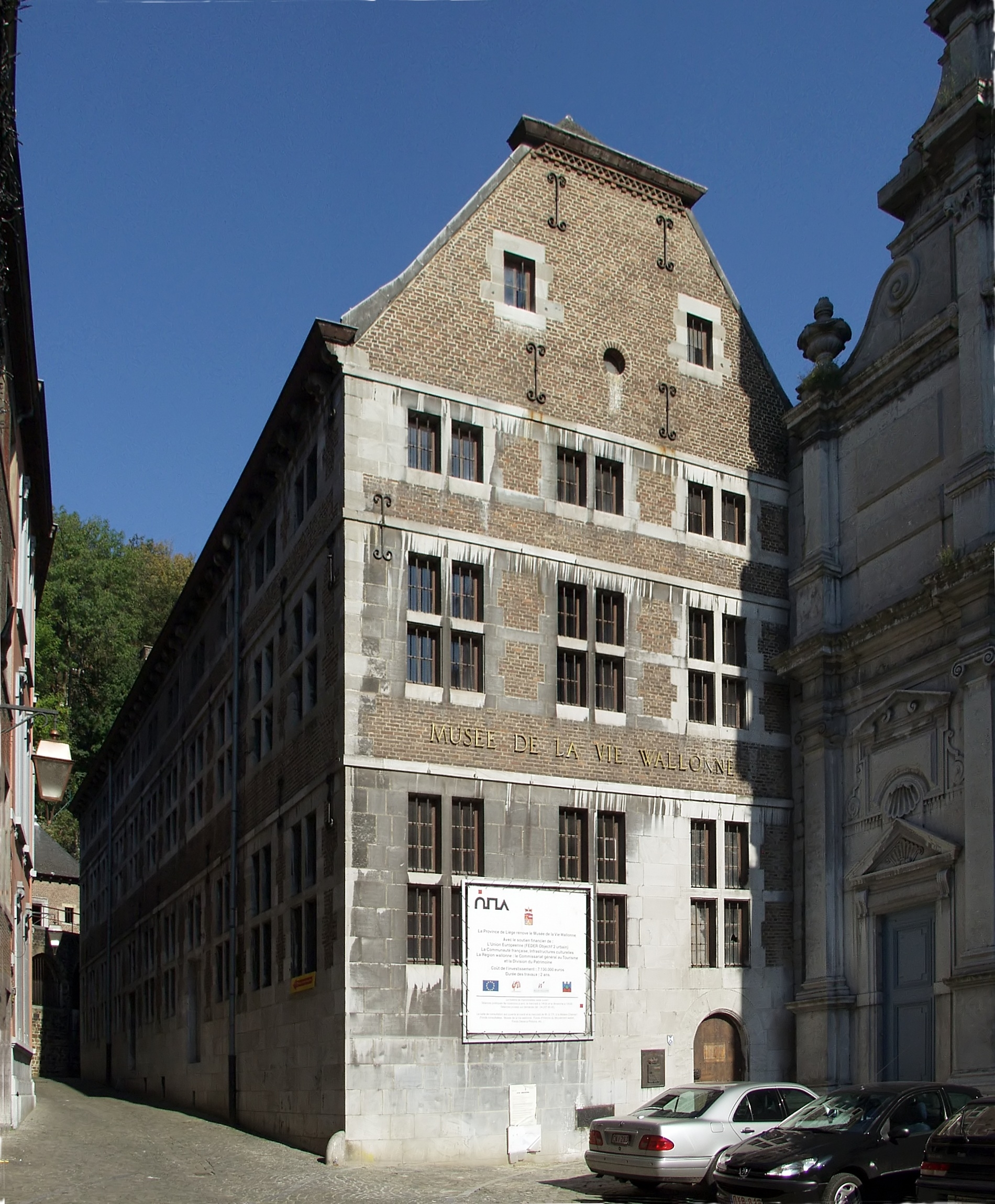
Le Musée de la Vie wallonne

Voici une liste des musées situés sur le territoire de la ville de Liège, en Belgique.

## Grands musées
- La Boverie
  - Musée des beaux-arts (BAL)
    - Ancien musée d'Art moderne et d'Art contemporain (MAMAC)
    - Ancien musée de l'Art wallon
    - Cabinet des Estampes et des Dessins (CED)
    - Fonds ancien
- Grand Curtius
  - Ancien musée Curtius
  - Ancien musée d'Armes
  - Ancien musée d'Art religieux et d'Art mosan (MARAM)
  - Ancien musée du Verre
- Musée de la Vie wallonne

## Musées thématiques
- Archéoforum
- Trésor de la cathédrale
- Musée d'Ansembourg
- Trinkhall Museum
- Musée Grétry
- Musée d'Art et Technique des Luminaires (Mulum)
- Musée Tchantchès
- Musée des Transports en commun
- Pôle muséal & culturel de Université de Liège
  - Aquarium-Muséum
  - Maison de la science
  - Espaces botaniques universitaires de Liège
  - Hexapoda - Insectarium Jean Leclercq
  - Musée Wittert
  - Musée de Préhistoire de l'université de Liège
  - Musée en plein air du Sart Tilman
  - Maison de la métallurgie et de l'industrie de Liège